# Никитин, Борис Павлович
Бори́с Па́влович Ники́тин (21 января 1916 — 30 января 1999) — советский и российский педагог, один из основоположников методики раннего развития, педагогики сотрудничества. Заслуженный работник культуры РСФСР (1965).

## Биография
Родился на Северном Кавказе в семье кубанского казака. С 1938 года служил в РККА.
В 1941 году окончил Военно-воздушную академию им. Н. Е. Жуковского, служил в истребительной авиации. Инженер-майор, награждён медалью «За боевые заслуги» (1949).
В 1949 году вышел в отставку и начал научную и педагогическую работу в НИО Министерства трудовых резервов, затем — в Институте теории и истории педагогики, НИИ психологии и Институте трудового обучения и профориентации АПН. В 1958 организовал группу педагогов, чтобы повторить опыт Макаренко. В том же году встретил свою будущую жену, Лену Алексеевну. Вместе с женой вырастили и воспитали семерых детей.

## Интеллектуальные игры Никитиных
Творческие, развивающие (интеллектуальные) игры, разработанные Б. П. и Л.А Никитиными для своих детей, изготовлялись вручную авторами и энтузиастами-родителями. Промышленным способом их впервые изготовили в Германии, а затем в Японии, где созданы никитинские детские сады, никитинские общества. И в России со временем в интеллектуальные игры Никитиных стали играть не только в семьях, но и в детских садах и школах
- Сложи узор — игра состоит из 16 одинаковых кубиков. Все 6 граней каждого кубика окрашены по-разному в 4 цвета. Это позволяет составлять из них 4-цветные узоры в громадном количестве вариантов.
- Уникуб — кубики вводят малыша в мир трёхмерного пространства.
- Кирпичики — комплект игры состоит из 8 одинаковых брусков размером 20x40x80 мм
- Дроби — 12 одинаковых кружков из картона, пластика, фанеры надо разметить и разделить на равные части: 1-й кружок остается целым, 2-й кружок делится на 2 части по диаметру, 3-й — на 3 части по радиусам и т. д. до 12 частей.
- Сложи квадрат — 24 разноцветных квадрата из бумаги, разрезанные различным образом, наподобие танграма.
- Внимание — детям на несколько секунд показывают какую-нибудь фигуру, чёткий контур или условный знак. Потом его прячут, а малыш должен его нарисовать и возможно точнее.
- Точечки — на цветной бумаге начерчены 44 квадрата, на них нарисованы точки и цифры.
- Таблица сотни — вместе с таблицей цифр и двузначных чисел приводится их пересчёт точечками, которые сгруппированы по десяткам. Этот подход развит в таблицах Н. А. Зайцева[5].

Описано несколько дополнений к заданиям, не требующих отдельных материалов, но являющихся самостоятельными играми:
- Внимание — угадай-ка,
- План и карта,
- КБ САМ (Конструкторское Бюро Самостоятельного Активного Мышления).
- Обезьянка — до 3 лет дети похожи обычно на обезьянок. Наблюдая за старшими, копируя их действия, ребёнок учится и учится тем успешнее, чем точнее он повторяет эти действия, хотя и не всегда понимает их смысл. У старших детей умении копировать постепенно исчезает, а с нею слабеет и внимание к действиям старших. Игра заключается в том, что «мальчик» строит из двух кирпичиков какую-то модель, а «обезьянки» глядят на него и делают быстро точно такую же.

Обыгрываются модели известных предметов:
- Часы — «детские часы» без механизма, стрелки ребёнок крутит сам.
- Термометр — с подвижной шкалой вместо ртутного столбика.
- Узелки — пособие состоит из двух соединённых рамок с прутом в каждой. В верхней рамке завязаны 14 узлов (образцов), расположенных по мере роста их сложности, а в нижней — отрезки шнура, чтобы можно было сделать точные копии верхних узлов.

Никитин популяризировал и развивал такие игры, как
- Кубики для всех — трёхмерный аналог пентамино.
- Рамки и вкладыши Монтессори
- Конструктор
- Таблица Пифагора — для игры необходимы три листа фанеры. Основной лист размечается на 100 квадратов. В центре каждого квадрата — круг с числом из таблицы Пифагора. Второй лист размечается точно так же, но все 100 кружков высверливаются. Третий лист ярко окрашен и свободно двигается между двумя первыми листами. Главное задание игры: «Кто быстрее сосчитает, сколько кружков окрашено?»